# Wallace (Victoria)
Pour les articles homonymes, voir Wallace.
Wallace (343 habitants) est un hameau situé à 99 km au nord-ouest de Melbourne, au Victoria, en Australie sur la Western Freeway.